# National Volleyball Association (femminile)
La National Volleyball Association fu una lega professionistica di pallavolo femminile.

## Storia
Tra il 1994 il 1998 la National Volleyball Association (NVA) organizza un nuovo campionato di pallavolo femminile, adattandolo su base stagionale. Alle prime due edizioni prendono parte cinque franchigie, tra le quali alcune ex componenti della Women's Western Volleyball League; alle ultime due sei, nonostante alcune passino alla rivale Professional Volleyball League. In quattro edizioni edizioni la lega vede quattro diversi vincitori. 

## Franchigie
- Orange County Diggers (1994-1996)
- Sacramento Stars (1994-1996)
- San Diego Spikers (1994-1996)
- San Jose Storm (1994-1996)
- Utah Predators (1994-1996)
- Arizona Flames (1996-1997)
- Colorado Thunder (1996-1998)
- Iowa Blizzard (1996-1998)
- Nebraska Tornadoes (1996-1998)
- Saint Louis Spirits (1996-1998)
- Utah Golden Spikers (1996-1997)
- Kansas City Lightning (1997-1998)
- Wisconsin Fury (1997-1998)

## Albo d'oro
| Anno             | Podio              | Podio              | Podio                 |
| Campione         | Seconda            | Terza              |                       |
| ---------------- | ------------------ | ------------------ | --------------------- |
| 1994-95 Dettagli | San Diego Spikers  | Utah Predators     | San Jose Storm        |
| 1995-96 Dettagli | Utah Predators     |                    |                       |
| 1996-97 Dettagli | Colorado Thunder   | Nebraska Tornadoes | Iowa Blizzard         |
| 1997-98 Dettagli | Nebraska Tornadoes | Iowa Blizzard      | Kansas City Lightning |

## Palmarès
| Squadre            | Titoli | Stagioni |
| ------------------ | ------ | -------- |
| San Diego Spikers  | 1      | 1994-95  |
| Utah Predators     | 1      | 1995-96  |
| Colorado Thunder   | 1      | 1996-97  |
| Nebraska Tornadoes | 1      | 1997-98  |